# Fumihito, principe Akishino
S.A.I. Fumihito,  Principe della Corona Akishino (秋篠宮皇嗣文仁親王?, Akishino-no-miya Kōshi Fumihito Shinnō), noto anche come Principe Fumihito (文仁親王?, Fumihito Shinnō) (Tokyo, 30 novembre 1965), è un principe giapponese, secondogenito dell'imperatore Akihito e dell'imperatrice Michiko.
È il primo nella linea di successione al trono del crisantemo (erede presuntivo) in seguito all'ascesa al trono, il 1º maggio 2019, del fratello, l'Imperatore Naruhito. Il suo titolo alla nascita è stato Principe Aya (礼宮?, Aya-no-miya). Al momento del suo matrimonio, nel giugno 1990, ha assunto il titolo di Principe Akishino (Akishino-no-miya), generando un proprio ramo della famiglia imperiale giapponese.

## Biografia

### Primi anni di vita e formazione
Il principe è nato nell'Ospedale dell'Agenzia della Casa Imperiale di Tokyo, il 30 novembre 1965. Il suo nome è Fumihito. Il suo appellativo, fino alle nozze, è stato principe Aya (Aya-no-miya). Ha frequentato le scuole primarie e secondarie nell'istituto Gakushūin. Nel mese di aprile dell'1984 è entrato nel dipartimento di legge dell'Università Gakushūin, dove ha studiato legge e biologia. Dopo la laurea in scienze politiche, dall'ottobre del 1988 al giugno del 1990, ha studiato la tassonomia dei pesci al St John's College di Oxford. Alla morte del nonno, l'imperatore Hirohito, nel gennaio 1989, è diventato secondo nella linea di successione al trono dopo suo fratello maggiore, il principe ereditario Naruhito.
Nell'ottobre del 1996, ha ricevuto un dottorato di ricerca in ornitologia dall'Università di Studi Avanzati del Giappone. La sua tesi di dottorato era dedicata al genere gallus. Ha condotto ricerche sul campo in Indonesia nel 1993 e in Cina, nello Yunnan, nel 1994. Quando il padre era ancora principe ereditario, ha introdotto in Thailandia i pesci tilapia come fonte importante di proteine, facili da allevare. Il principe è conosciuto come "specialista del pesce gatto" ed è riuscito a mantenere ed espandere gli studi sull'acquacoltura con il popolo tailandese.
Grande fan dei Beatles e accanito giocatore di tennis, da studente si è classificato tra i primi dieci giocatori di tennis in coppia della regione di Kantō. È anche conosciuto per il suo impegno nella scuola di calligrafia Arisugawa.

### Matrimonio e figli

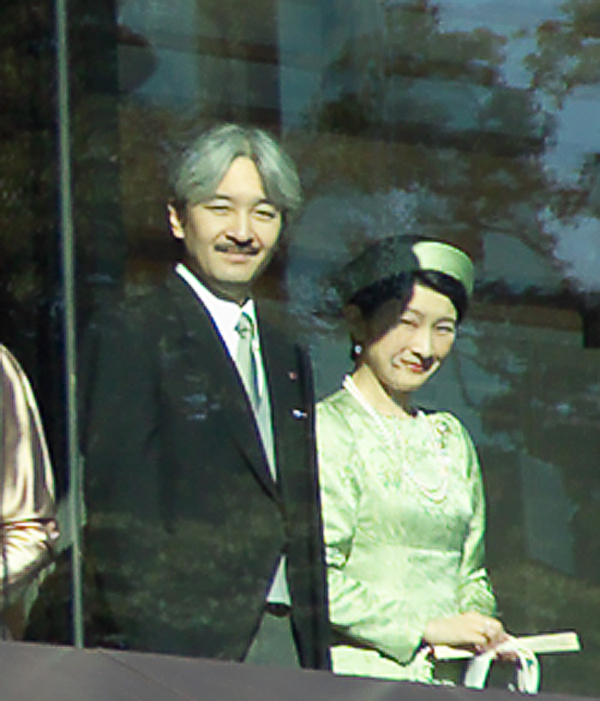
Il principe e la principessa Akishino nel dicembre 2005.

Il 29 giugno 1990, il principe ha sposato Kiko Kawashima, figlia di Tatsuhiko Kawashima, professore di economia all'Università Gakushūin e di sua moglie Kazuyo.
La coppia si è conosciuta quando erano entrambi studenti alla Gakushūin. Come suo padre, l'Imperatore Akihito, il principe ha trovato moglie fuori dall'aristocrazia e dai rami cadetti della famiglia imperiale. Al momento del matrimonio, ha ricevuto il titolo di Principe Akishino (Akishino-no-miya) e l'autorizzazione da parte del Consiglio economico della famiglia imperiale di formare un nuovo ramo della famiglia imperiale.
Il principe e la principessa Akishino hanno due figlie e un figlio:
- Mako (23 ottobre 1991);
- Kako (29 dicembre 1994);
- Hisaito (6 settembre 2006).

Dal momento che il terzo figlio è un maschio, egli è secondo nella linea di successione al trono imperiale, in quanto l'attuale imperatore Naruhito ha solo una figlia femmina la quale non può salire al trono, essendo la linea di successione al trono del Giappone solo ed esclusivamente maschile.

## Funzioni

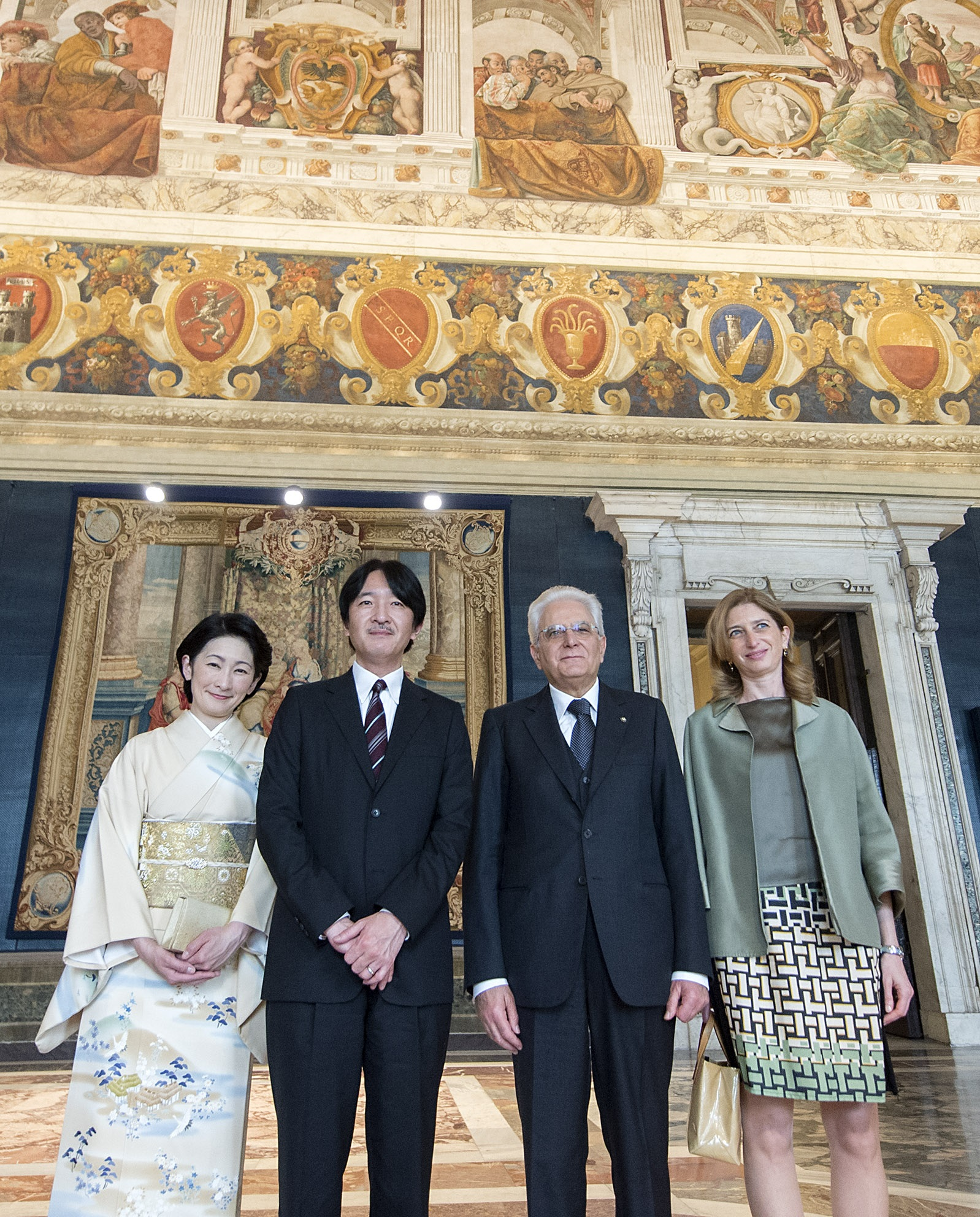
La Principessa ed il Principe Akishino con il Presidente della Repubblica Italiana Sergio Mattarella e la figlia Laura

Il principe Akishino serve come presidente dell'Istituto Yamashina per l'ornitologia e dell'Associazione giapponese di zoo e acquari. È anche presidente onorario del WWF giapponese, dell'Associazione di tennis del Giappone e dell'Associazione Giappone-Paesi Bassi. È visiting professor dell'Università dell'Agricoltura di Tokyo.
Il principe e la principessa Akishino favoriscono le relazioni amichevoli con l'estero rappresentando il loro paese presso i migliori eventi internazionali. Per esempio, si sono recati nei Paesi Bassi nell'agosto 2009 per commemorare i 400 anni di relazioni commerciali tra i Paesi Bassi e il Giappone. Essi sono stati invitati dal governo olandese e sono stati ospitati dalla regina Beatrice a L'Aia. Hanno incontrato gli studenti di lingua giapponese, visitato il museo nazionale di etnologia, un ospedale universitario e altri due musei. Agli archivi nazionali, hanno partecipato all'apertura di una grande mostra di cimeli giapponesi intitolata Da qui a Tokyo, 400 anni di scambio con il Giappone; sono stati accompagnati dalla principessa Laurentien che ha vissuto e studiato in Giappone, in giovinezza. Inoltre, questa visita ufficiale ha compreso anche colloqui con il premier olandese.
Il principe ha svolto anche funzioni pubbliche per conto dell'Imperatore quando era ricoverato in ospedale. Lui e gli altri membri della famiglia imperiale hanno visitato le zone colpite dal terremoto e maremoto del Tōhoku del 2011.

## Cariche onorifiche
- Membro di riserva del Consiglio della Casa Imperiale.
- Presidente dell'Istituto Yamashina per l'ornitologia.
- Presidente dell'Associazione giapponese di zoo e acquari.
- Presidente della Società per la protezione del Mitera Sennyuji.
- Patrono onorario del WWF del Giappone.
- Patrono onorario dell'Associazione di tennis del Giappone.
- Patrono onorario dell'Associazione Giappone-Paesi Bassi.
- Presidente onorario del Comitato del Premio dell'acqua.
- Vicepresidente onorario della Fondazione Waksman INC.
- Vicepresidente onorario della Società Siam.
- Ricercatore straordinario del Museo dell'Università di Tokyo.

## Ascendenza
|                                |                 |                             | Genitori                   |  |  | Nonni |  |  | Bisnonni |  |  | Trisnonni |  |
|                                |                 |                             |                            |  |  |       |  |  | Taishō   |  |  | Meiji     |  |
|                                |                 |                             |                            |  |  |       |  |  | Taishō   |  |  | Meiji     |  |
|                                |                 | Nobile Yanagihara Naruko    |                            |  |  |       |  |  | Taishō   |  |  |           |  |
| Hirohito                       |                 |                             |                            |  |  |       |  |  | Taishō   |  |  |           |  |
|                                |                 | Imperatrice Teimei          | Principe Kujō Michitaka    |  |  |       |  |  |          |  |  |           |  |
|                                |                 | Imperatrice Teimei          | Principe Kujō Michitaka    |  |  |       |  |  |          |  |  |           |  |
|                                |                 | Imperatrice Teimei          | Nobile Ikuko Noma          |  |  |       |  |  |          |  |  |           |  |
| Akihito del Giappone           |                 | Imperatrice Teimei          |                            |  |  |       |  |  |          |  |  |           |  |
|                                |                 | Principe Kuniyoshi Kuni     | Principe Kuni Asahiko      |  |  |       |  |  |          |  |  |           |  |
|                                |                 | Principe Kuniyoshi Kuni     | Principe Kuni Asahiko      |  |  |       |  |  |          |  |  |           |  |
|                                |                 | Principe Kuniyoshi Kuni     | Nobile Makiko Izumi        |  |  |       |  |  |          |  |  |           |  |
| Imperatrice Kōjun              |                 | Principe Kuniyoshi Kuni     |                            |  |  |       |  |  |          |  |  |           |  |
|                                |                 | Principessa Chikako Shimazu | Principe Shimazu Tadayoshi |  |  |       |  |  |          |  |  |           |  |
|                                |                 | Principessa Chikako Shimazu | Principe Shimazu Tadayoshi |  |  |       |  |  |          |  |  |           |  |
|                                |                 | Principessa Chikako Shimazu | Nobile Sumako Yamazaki     |  |  |       |  |  |          |  |  |           |  |
| Principe Akishino del Giappone |                 | Principessa Chikako Shimazu |                            |  |  |       |  |  |          |  |  |           |  |
|                                | Teiichirō Shōda | …                           |                            |  |  |       |  |  |          |  |  |           |  |
|                                | Teiichirō Shōda | …                           |                            |  |  |       |  |  |          |  |  |           |  |
|                                | Teiichirō Shōda | …                           |                            |  |  |       |  |  |          |  |  |           |  |
| Hidesaburō Shōda               | Teiichirō Shōda |                             |                            |  |  |       |  |  |          |  |  |           |  |
|                                |                 | Kinu Shōda                  | …                          |  |  |       |  |  |          |  |  |           |  |
|                                |                 | Kinu Shōda                  | …                          |  |  |       |  |  |          |  |  |           |  |
|                                |                 | Kinu Shōda                  | …                          |  |  |       |  |  |          |  |  |           |  |
| Michiko Shōda                  |                 | Kinu Shōda                  |                            |  |  |       |  |  |          |  |  |           |  |
|                                |                 | Tsunatake Soejima           | …                          |  |  |       |  |  |          |  |  |           |  |
|                                |                 | Tsunatake Soejima           | …                          |  |  |       |  |  |          |  |  |           |  |
|                                |                 | Tsunatake Soejima           | …                          |  |  |       |  |  |          |  |  |           |  |
| Fumiko Soejima                 |                 | Tsunatake Soejima           |                            |  |  |       |  |  |          |  |  |           |  |
|                                |                 | Aya                         | …                          |  |  |       |  |  |          |  |  |           |  |
|                                |                 | Aya                         | …                          |  |  |       |  |  |          |  |  |           |  |
|                                |                 | Aya                         | …                          |  |  |       |  |  |          |  |  |           |  |
|                                |                 | Aya                         |                            |  |  |       |  |  |          |  |  |           |  |